# Dovhij
Dovhij je mali pješčani otok u okrugu Očakiv, Mikolajivska oblast, u Ukrajini.
Otok zajedno s otokom Kruhlji odjeljuje Jahorlički zaljev od Crnog mora koji se nalazi na zapadnom dijelu zaljeva. Nalazi se južno od Kinburnskog poluotoka. Otok Dovhij je dug 6 km, a širok oko 1 km.

## Vanjske poveznice
- Otok Dovhyi u Enciklopediji Ukrajine